# Benjamin Wolfe
Pour les articles homonymes, voir Wolfe.
Benjamin "Ben" Wolfe, né le 15 juillet 1993 à Old Lyme (Connecticut), est un coureur cycliste américain.

## Biographie
Actif depuis les années 2000, Benjamin Wolfe s'illustre principalement dans des critériums américains. Il s'est également distingué au niveau continental en terminant troisième d'une étape du Grand Prix cycliste de Saguenay en 2017, ou encore quatrième du prologue du Tour du lac Taihu en 2018. 

## Palmarès

### Par année
- 2011
  - Tour of the Battenkill juniors
- 2012
  - Team Arc-en-ciel Newhouse Criterium
  - Gran Prix of Beverly
- 2013
  - Rocky Hill Criterium
- 2014
  - Championnat de Nouvelle-Angleterre
  - Watsonville Criterium
  - Gran Prix of Beverly
  - Race4Scholars
  - Esparto Time Trial
  - 1re et 4e étapes de la Green Mountain Stage Race
  - Portsmouth Criterium
  - Connecticut Cycling Festival
  - 3e du championnat des États-Unis du contre-la-montre espoirs
- 2015
  - Boulevard Road Race
  - 1re (contre-la-montre) et 4e étapes de la Green Mountain Stage Race
- 2016
  - 3e étape du Tour de Murrieta
  - Chris Hinds Memorial Criterium
  - Quabbin Reservoir Road Race
  - 3e du Tour de Murrieta
- 2018
  - Brumble Bikes Kermesse
  - Fall River Criterium
- 2019
  - 4e étape de la Green Mountain Stage Race
  - 2e de la Green Mountain Stage Race
- 2021
  - The Frozen Tour
  - Sunshine Criterium
- 2022
  - New Haven Grand Prix

### Classements mondiaux
| Année            | 2016 | 2017 | 2018 |
| ---------------- | ---- | ---- | ---- |
| UCI America Tour | 471e | 478e |      |
| UCI Asia Tour    |      |      | 575e |